# Playas de L'Atalaya y Focarón
Las playas de L'Atalaya y Focarón se encuentran en el concejo asturiano de Muros de Nalón y pertenecen a la localidad de El Monte y San Esteban (España).
Los lechos de ambas son de arenas grises de grano grueso y en escasa cantidad; el resto es de piedra. Los grados de urbanización y ocupación en ambas playas son bajos. El acceso peatonal hasta la playa es muy fácil a pie.
Ambas playas pertenecen a la Costa Central asturiana y presentan protección como ZEPA y como LIC.

## Descripción
Para llegar a estas playas hay que localizar previamente los núcleos de población más cercanos, que en este caso son El Monte y San Esteban. La manera más fácil de bajar a ellas es desde la «ruta de los Miradores». Estas playas se unen con su vecina por el este de Garruncho durante las horas de bajamar a través de un pedrero que está en la prolongación del espigón de San Esteban de Pravia. Justo debajo del mirador de la ermita del Espíritu Santo está la playa del Focarón desde donde sale un camino descendente hasta la playa que no es recomendable ya que es muy peligroso. En la zona más occidental de esta gran concha se encuentra una pequeña cala insertada y que tiene las mismas características que sus dos playas vecinas conocida como «playa de Serrón».
Las playas no tienen ningún servicio pero tiene como lugares atractivos el «Área recreativa de Focarón» y el tramo de la «senda norte»
que va desde San Esteban de Pravia a El Aguilar; (zona de los Miradores). Las actividades más recomendadas son la pesca submarina y la recreativa a caña. En estas playas se practica el naturismo.